# Tresigallo

Tresigallo (Trasgàl en dialecte de Ferrare)  est une commune italienne de la province de Ferrare, dans la région Émilie-Romagne.

## Géographie
La cité de Tresigallo a une altitude de 1 mètre avec une variation d’un minimum de –1 et maximum de +19 m pour l’ensemble de la commune. Elle est située sur la rive gauche du Pô de Volano, au milieu du delta du Pô, sur la route provinciale SP15 qui mène de Ferrare (22 km à l’Ouest) à Comacchio (29 km) et Porto Garibaldi (33 km à l’Est) (port de pêche de l’Adriatique).
Une route la traverse du Nord au Sud en passant par Jolanda di Savoia (11 km) et rejoint la bretelle de l’autoroute ou voie rapide Ferrare-Porto Garibaldi à Rovereto (8 km).
Les grandes villes voisines sont :
- Bologne : 56 km
- Venise : 77 km
- Milan :  224 km
- Vérone : 99 km

## Histoire
L’existence de la cité est certifiée à partir du XIIe siècle et comme l’ensemble de la province, a subi les convoitises entre les maisons seigneuriales des Este, celle de Venise et de l’Église.
La ville a été transformée par le ministre fasciste de l'Agriculture Edmondo Rossoni, né à Tresigallo en 1884. De son ministère à Rome, il a développé et supervisé le nouveau plan du village, le reconstruisant complètement de 1927 à 1934. Deux axes ont été tracés à travers la ville afin de relier les principaux aspects de la vie quotidienne : sur l'axe horizontal, il y avait l'Église (spiritualité) et la Maison Balilla, un centre de jeunesse, rebaptisé Casa della G.I.L (Gioventù Italiana del Littorio) ; sur l'axe vertical se trouvaient le centre civique (vie quotidienne) et le cimetière (mémoire),,.
En 1961, Tresigallo se détache de Formignana pour devenir commune autonome.

## Économie
L’économie locale n’a pas abandonné l’agriculture qui connait un grand succès grâce à la qualité du terrain : céréales (particulièrement le blé), fourrage, légumes, vigne et fruits. Élevage des bovins, ovins, caprins, volailles et chevaux.

Le secteur industriel est représenté par des entreprises alimentaires, mécaniques et textiles ; complétés par le secteur tertiaire.

## Événement commémoratif
- Fête patronale de saint Apollinaire et foire, le premier vendredi de juillet,
- Fête paroissiale de Saint Pierre Apôtre (à Rero)

## Administration
| Période                                  | Période  | Identité       | Étiquette     | Qualité |
| ---------------------------------------- | -------- | -------------- | ------------- | ------- |
| 16/05/2011                               | En cours | Dario Barbieri | Lista civique |         |
| Les données manquantes sont à compléter. |          |                |               |         |

### Hameaux
Rero, Final di Rero, Roncodigà

### Communes limitrophes
Ferrare (22 km), Formignana (4 km), Jolanda di Savoia (10 km), Migliarino (6 km), Ostellato (9 km), Masi Torello (8 km)

## Population

### Évolution de la population en janvier de chaque année
| 1861  | 1901  | 1921  | 1951  | 1961  | 1971  | 1981  | 1991  | 2001  |
| ----- | ----- | ----- | ----- | ----- | ----- | ----- | ----- | ----- |
| 2 401 | 3 510 | 4 401 | 7 392 | 5 742 | 4 891 | 4 842 | 4 829 | 4 757 |

| 2011  | - | - | - | - | - | - | - | - |
| ----- | - | - | - | - | - | - | - | - |
| 4 617 | - | - | - | - | - | - | - | - |

### Personnalités liées à Tresigallo
- Diego Marani, écrivain et traducteur
- Edmondo Rossoni, syndicaliste, journaliste et politicien
- Alberto Fontanesi, footballeur